# Ронки (Виченца)
Ронки је насеље у Италији у округу Виченца, региону Венето.
Према процени из 2011. у насељу је живело 111 становника. Насеље се налази на надморској висини од 979 м.